# Petar Strčić
Petar Strčić (Kras na otoku Krku, 24. kolovoza 1936. − Rijeka, 23. lipnja 2019.) bio je hrvatski povjesničar, arhivist, akademik, član Hrvatske akademije znanosti i umjetnosti, upravitelj njezina Arhiva, znanstveni i arhivski savjetnik.

## Životopis
Diplomirao i doktorirao na Filozofskom fakultetu u Zagrebu. Bio je ravnatelj Arhiva Hrvatske, posljednji predsjednik Saveza arhivista SFR Jugoslavije, glavni urednik niza zbornika (npr. „Krčki zbornik“), urednik i koautor prve sinteze „Povijesti Rijeke“ na hrvatskom jeziku. Bio je predsjednik "Povijesnog društva Rijeka", "Povijesnog društva otoka Krka" i Čakavskoga sabora, predsjednik "Društva za hrvatsku povijesnicu", a i član sličnog društva u Sloveniji. Bio je profesor na fakultetima u Rijeci, Puli i Zagrebu. Autor je tridesetak knjiga i brojnih članaka od kojih je najveći dio vezan za povijest zapadnog dijela Hrvatske.
Petar Strčić umro je u nedjelju 23. lipnja 2019. u 83. godini života u Rijeci. Pokopan je 27. lipnja u rodnom Krasu na otoku Krku.

## Nagrade i priznanja
- Tri je puta dobio nagradu Grada Rijeke te nagrade Grada Krka i Pazina.
- Dobitnik je nagrade Grada Rijeke za životno djelo, za cjelokupan doprinos unapređenju i promicanju znanosti te istraživanju povijesti grada Rijeke i zapadne Hrvatske.[3]